# Ugyops similis
Ugyops similis är en insektsart som beskrevs av Schmidt 1926. Ugyops similis ingår i släktet Ugyops och familjen sporrstritar. Inga underarter finns listade i Catalogue of Life.